# Banksolpium modestum
Banksolpium modestum är en spindeldjursart som först beskrevs av Banks 1909.  Banksolpium modestum ingår i släktet Banksolpium och familjen Olpiidae. Inga underarter finns listade.